# Plaine-de-Walsch
Plaine-de-Walsch é uma comuna francesa na região administrativa de Grande Leste, no departamento de Mosela. Estende-se por uma área de 4,98 km². Em 2010 a comuna tinha 639 habitantes (densidade: 128,3 hab./km²).